# Fight for the Fallen 2020
Fight for the Fallen 2020 è stato un evento in pay-per-view di wrestling prodotto dalla All Elite Wrestling svoltosi il 15 luglio 2020 al Daily's Place di Jacksonville.

## Risultati
| # | Incontro                                                                            | Stipulazione                              | Durata |
| - | ----------------------------------------------------------------------------------- | ----------------------------------------- | ------ |
| 1 | Cody Rhodes (c) (con Arn Anderson) ha sconfitto Sonny Kiss (con Joey Janela)        | Single match per l'AEW TNT Championship   | 10:45  |
| 2 | FTR hanno sconfitto i Lucha Brothers                                                | Tag team match                            | 13:25  |
| 3 | Kenny Omega e The Young Bucks hanno sconfitto Jungle Boy, Luchasaurus e Marko Stunt | Six-man tag team match                    | 15:10  |
| 4 | Allie e Brandi Rhodes hanno sconfitto Kenzie Paige e MJ Jenkins                     | Tag team match                            | 02:00  |
| 5 | Jon Moxley (c) ha sconfitto Brian Cage (con Taz) per TKO                            | Single match per l'AEW World Championship | 15:00  |